# ديزموند هوارد
ديزموند هوارد (بالإنجليزية: Desmond Howard) هو لاعب كرة قدم أمريكية أمريكي، ولد في 15 مايو 1970 في كليفلاند في الولايات المتحدة.

## وصلات خارجية
- الموقع الرسمي
- ديزموند هوارد على موقع مرجع كرة القدم المحترفة.كوم (الإنجليزية)
- ديزموند هوارد على موقع IMDb (الإنجليزية)
- ديزموند هوارد على موقع إن إن دي بي (الإنجليزية)